# Dębowiec (powiat bydgoski)
Dębowiec – wieś w Polsce, położona w województwie kujawsko-pomorskim, w powiecie bydgoskim, w gminie Dąbrowa Chełmińska.

## Podział administracyjny
W latach 1975–1998 miejscowość należała administracyjnie do województwa bydgoskiego.

## Demografia
Według danych GUS z Narodowego Spisu Powszechnego 2021 Dębowiec liczy 159 mieszkańców, w tym 91 mężczyzn oraz 68 kobiet.

### Ludność według płci
(Stan na 20 maja 2002, 31 marca 2011 oraz 31 marca 2021)
| Rok             | 2002 | 2011 | 2021 |
| --------------- | ---- | ---- | ---- |
| Liczba ludności | 180  | 180  | 159  |
| Liczba mężczyzn | 92   | 97   | 91   |
| Liczba kobiet   | 88   | 83   | 68   |

## Historia
Geneza wsi ma związek z czynszowym osadnictwem olęderskim w dolinie zalewowej Wisły w XVII i XVIII wieku, popieranym przez szlacheckich właścicieli majątku gzińskiego. W 1714 roku właściciel wsi Michał Zamojski i jego żona Anna z Działyńskich wystawili nowe umowy osadnikom olęderskim.
W połowie XIX wieku w wyniku zmian strukturalnych wynikających z pruskiej ustawy uwłaszczeniowej, bogatsi chłopi wykupili ziemię na własność, biedniejsi zaś zostali przeszeregowani w struktury służby dworu gzińskiego. Wieś składała się wówczas z 49 gospodarstw, których właścicielami były osoby o niemiecko i holendersko brzmiących nazwiskach. Większa liczba Polaków we wsi pojawiła się dopiero na początku XX w. W XIX wieku rozróżniano Dębowiec Szlachecki i Królewski. Ten ostatni związany był prawdopodobnie z przejętym przez państwo pruskie byłym majątkiem kościelnym benedyktynek w Chełmnie, które w XVIII w. dzierżyły cześć gruntów wsi Dębowiec.
W latach 1939–1942 dotychczasową nazwą wsi było Dembowitz, lecz po przeprowadzonej zamianie nazw miejscowości w Okręgu Rzeszy Gdańsk-Prusy Zachodnie, w latach 1942–1945 nazywała się Dembau.